# Bahnhof Mülheim (Ruhr) West
Der Bahnhof Mülheim (Ruhr) West ist einer von drei Schienennahverkehrshalten in Mülheim an der Ruhr. Er befindet sich nordwestlich des Stadtzentrums gegenüber der Friedrich Wilhelms-Hütte und war einst der wichtigste Bahnhof Mülheims. Heute ist er ein Haltepunkt für Züge der S-Bahn Rhein-Ruhr.

## Geschichte

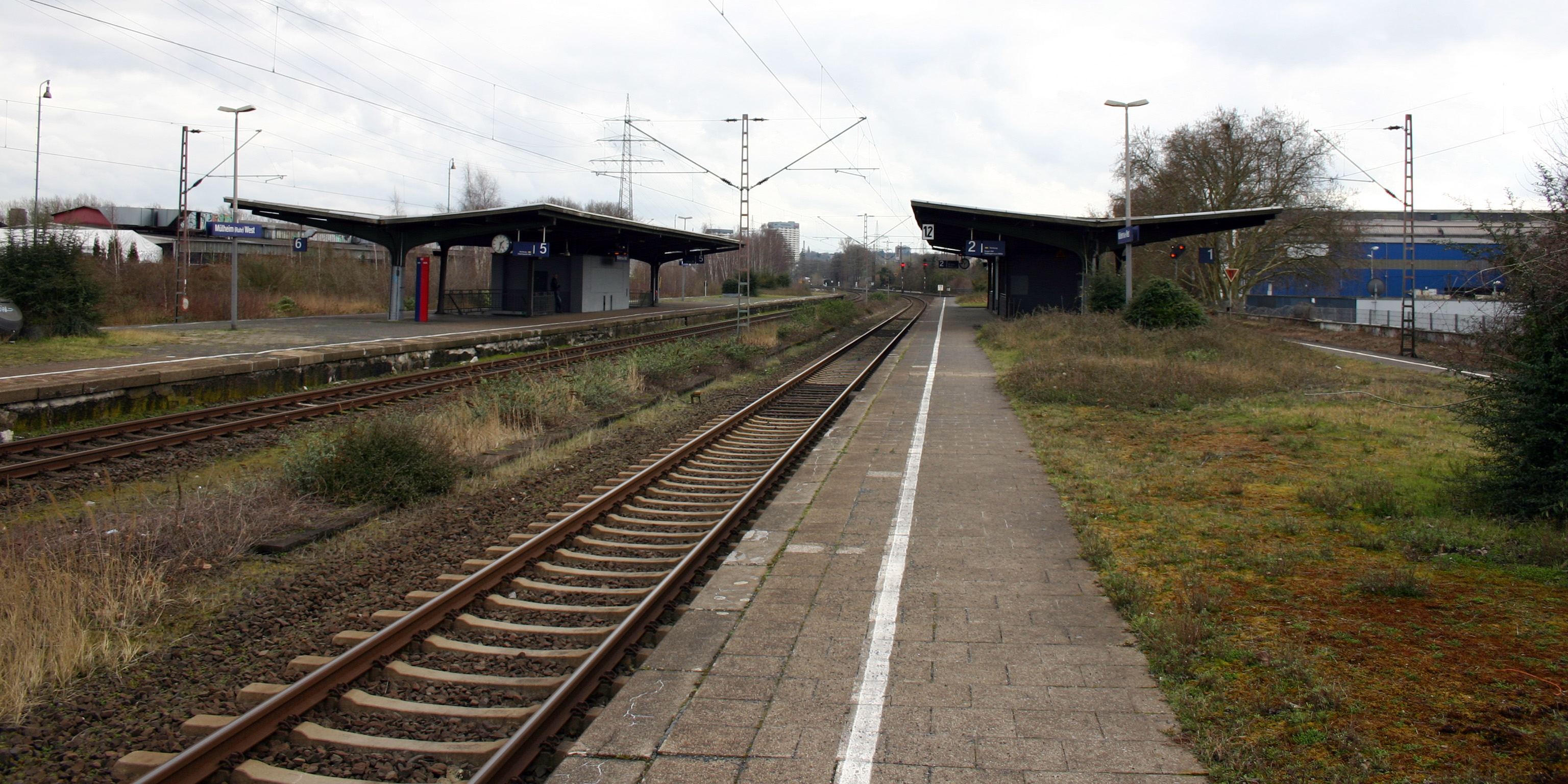
Bahnsteige, 2014

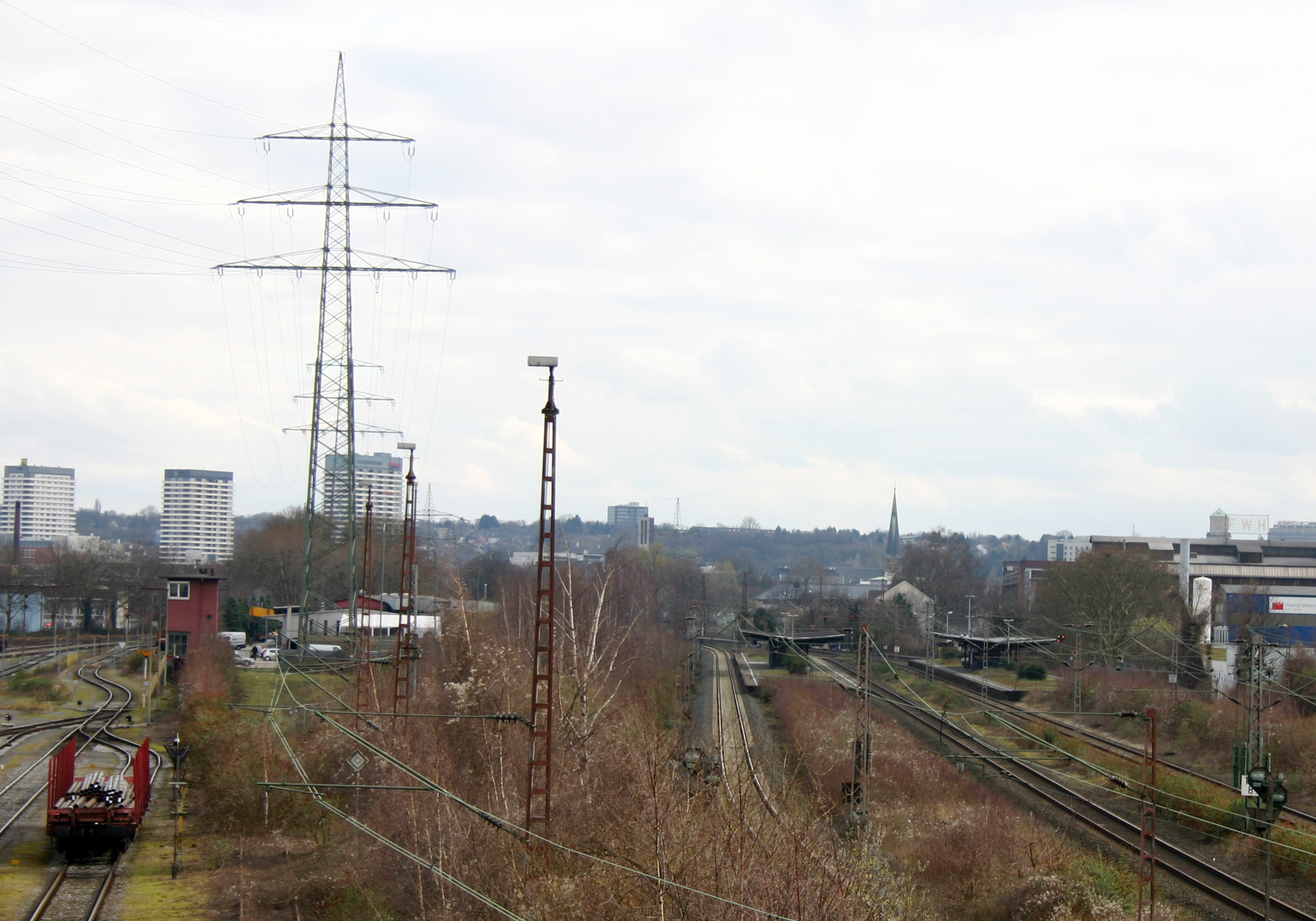
Blick von der Thyssenbrücke auf Mülheim (Ruhr) West, 2014

Der Bahnhof wurde am 1. März 1862 von der Bergisch-Märkischen Eisenbahngesellschaft mit dem Namen Mülheim (Ruhr) BM eröffnet. Eine weitere Bahnlinie der BME, die Untere Ruhrtalbahn, bediente von 1876 bis 1968 weitere Bahnhöfe im Ruhrtal, die auch bis 1909 über diesen Bahnhof erreicht werden konnten. Im August 1892 wurde er in Mülheim (Ruhr) umbenannt. Er war seit jeher betriebstechnisch bis Mitte der 1950er Jahre der bedeutendste Bahnhof Mülheims und damit bedeutender als der heutige Hauptbahnhof (damals Eppinghofen, später Mülheim (Ruhr) Stadt). Der Bahnhof Mülheim (Ruhr) BM wurde wegen der größeren Entfernung zur Stadtmitte von der Mülheimer Bevölkerung nicht entsprechend angenommen. Die abgelegene Lage des Bahnhofs war unter anderem dadurch begründet, dass während der Dampflokzeit die schweren und langen D- und Eilzüge vor dem Heißener Berg entsprechend Anlauf und bzw. Schubunterstützung brauchten, und deshalb in Eppinghofen durchfuhren. Als in den 1950er Jahren mit der Elektrifizierung der Strecke die Halte der Fernzüge zum Eppinghofer Bahnhof (heute Mülheim (Ruhr) Hauptbahnhof) verlegt und die Friedrich-Wilhelms-Hütte und ihre Industrieanlagen geschlossen wurden, verlor der westliche Bahnhof Mülheim (Ruhr) endgültig an Bedeutung. Am 26. Mai 1974 bekam der Bahnhof, auch im Zuge der Einführung der S-Bahn, seinen heutigen Namen Mülheim (Ruhr) West. Ab diesem Zeitpunkt wurde der Bahnhof ausschließlich von der S-Bahnlinie S3 bedient. Die Linie S1 durchfährt ihn ohne Halt. Das alte Bahnhofsgebäude wurde 1975 abgerissen.

## Bedienung
| Linie | Verlauf | Takt (Mo–Fr) | Betreiber          |
| ----- | --- | ------------ | ------------------ |
| S 3   | Oberhausen Hbf – MH-Styrum – Mülheim (Ruhr) West – Mülheim (Ruhr) Hbf – E-Frohnhausen – Essen West – Essen Hbf – E-Steele – E-Steele Ost – E-Horst – BO-Dahlhausen – Hattingen (Ruhr) – Hattingen (Ruhr) Mitte Stand: Fahrplanwechsel Dezember 2023                                                                                     | 30 min       | DB Regio           |
| 112   | OB-Sterkrade, Neumarkt – OB-Sterkrade Bf – OLGA-Park – Neue Mitte Oberhausen – Oberhausen Hbf – Landwehr – Mülheim-Styrum – Mülheim-West – Friedrich-Ebert-Straße – Mülheim Stadtmitte – Mülheim Kaiserplatz – Oppspring – Hauptfriedhof Linie verkehrt zwischen Sterkrade und Oberhausen Hauptbahnhof über die ÖPNV-Trasse Oberhausen. | 15 min       | Ruhrbahn / STOAG   |
| 130   | Oberhausen, City Forum – Oberhausen Hbf – Oberhausen-Styrum – Mülheim-Styrum – Schloss Styrum – Mülheim Hbf – Mülheim Stadtmitte – Wasserstraße – Max-Planck-Institute – Oppspring – Mülheim Hauptfriedhof – Raadt – Flughafen Essen/Mülheim – Essen-Haarzopf Erbach – Fulerum Gemeindezentrum – Rhein-Ruhr-Zentrum                     | 20 min       | Ruhrbahn / / STOAG |
| NE12  | OB-Sterkrade Bf – OLGA-Park – Neue Mitte Oberhausen – Oberhausen Hbf – Landwehr – Mülheim-Styrum – Mülheim-West → Eppinghofen → Dieter-aus-dem-Siepen-Platz → Mülheim Kaiserplatz – Friedrich-Ebert-Straße ← MH-Stadtmitte Linie verkehrt zwischen Sterkrade und Oberhausen Hauptbahnhof über die ÖPNV-Trasse Oberhausen.               | 60 min       | STOAG / Ruhrbahn   |

## Weitere schwache Systemhalte
Zusammen mit den stündlichen Halten der S2 im nördlichen Ruhrgebiet und dem Haltepunkt Essen-Hügel der S6 gehört Mülheim West zu den eher schwächer frequentierten Stationen der S-Bahn Rhein-Ruhr. Mit dem Haltepunkt Essen-Hügel teilt er sich die Eigenschaft, dass zumindest an Werktagen dort die meisten Züge ohne Fahrgastwechsel halten. Da jedoch Essen-Hügel mit dem Baldeneysee im Gegensatz zu Mülheim-West ein wichtiges Freizeitziel erschließt, gleicht Essen-Hügel dies am Wochenende und an den Feiertagen durch den entsprechenden Freizeitverkehr zum Baldeneysee aus.